# Sainte-Suzanne (Haïti)
Pour les articles homonymes, voir Sainte-Suzanne.
Sainte-Suzanne (Sent Sizàn en créole haïtien) est une commune d'Haïti située dans le département du Nord-Est. La commune fait partie de l'Arrondissement de Trou-du-Nord.

## Démographie
La commune est peuplée de 25 492 habitants(recensement par estimation de 2009).

## Administration
La commune est composée des sections communales de :
| - Foulon - Bois-Blanc - Cotelette | - Sarazin - Moka-Neuf - Fond-Bleu (dont le quartier « Dupity ») |

## Économie
L'économie locale repose sur la culture du cacao, du café et du citron vert.